# AS Police
AS Police is een voetbalclub uit Congo-Brazzaville uit de hoofdstad Brazzaville. Ze komen uit in de Premier League, de nationale voetbalcompetitie van Congo-Brazzaville. De club won in 2002 zijn eerste landstitel.

## Palmares
- Landskampioen

2002
- Beker van Congo-Brazzaville

2001